# Правмир
«Правмир» (ранее «Правосла́вие и мир») — российский независимый мультимедийный интернет-портал о православии и жизни общества. Имеет версии на русском и английском языках. Создан в январе 2004 года.
Запущенный силами прихожан храма Всемилостивого Спаса бывшего Скорбященского монастыря как миссионерский интернет-проект, «Правмир» за время своего существования менял свою редакционную политику и круг авторов. «Правмир» сегодня — издание о воспитании детей, семейных ценностях, образовании детей и подростков. Проблемы качественного образования и повышения интеллектуального уровня подрастающего поколения обсуждаются как в статьях ведущих деятелей российского образования, так и в цикле интервью главного редактора с самыми известными специалистами в этой области — психологами, педагогами, учеными. Правмир также привлекает внимание к сложным судьбам, к ситуациям, где нужна помощь, поддержка и милосердие. Одной из главных задач издания является сохранение живого наследия современников в виде памятных интервью с ними и воспоминаний.

## История
Идея создать такой сайт пришла в голову Анатолию Данилову, по словам Анны Даниловой:

Однажды он решил, что в Интернете нет миссионерского сайта. Есть богословские, есть для воцерковленных, а миссионерского нет — надо сделать! Его горячо поддержал отец Александр Ильяшенко, и уже оба они меня поставили перед фактом, что надо быть мне главным редактором. Я долго сопротивлялась, но уговорили. Так, 20 января 2004 года появился «Правмир».

По словам Александра Ильяшенко, «Наши прихожане подхватили эту идею и с энтузиазмом стали развивать новый проект. В первую очередь это были, конечно, сам Анатолий [Данилов], Анна Любимова, которая по моему благословению стала Главным редактором, а через год-два совместной работы стала Даниловой, создав с Толиком прекрасную семью. Надо назвать еще Сергея и Софию Зеленовых, Екатерину Сысину, Татьяну Алешину, Максима Власова. Благодаря их энтузиазму, а также исключительным таланту, инициативе, работоспособности А. Даниловой сайт стал быстро развиваться, приобрел широкую известность и весьма обширную аудиторию».
По признанию Анны Даниловой, вначале «Православие и мир» был по сути приходской сайт храма Всемилостивого Спаса бывшего Скорбященского монастыря, «но тот подход, который был выбран отцом Александром и Анатолием — доброго разговора, в том числе о сложных проблемах, который как-то в обычном православном дискурсе отсутствует, — оказался очень востребованным. У нас стала расширяться аудитория, люди начали рассказывать, как помогли им материалы. А мы всегда знали, что если хотя бы одному человеку это будет нужно, то все не зря делается. Оказалось, что действительно это нужно, и процесс пошел».

### Изменения в 2010-х годах
Начиная с 2010 года на помимо православной жизни начинает освещаться и социальные проблемы: «В 2010 году у нас произошёл кардинальный слом нашей работы — это была катастрофа на Саяно-Шушенской ГЭС. Мы на „Правмире“ тогда её не освещали. В тот день на сайте обсуждали, можно ли морепродукты в пост или нельзя, ещё большая дискуссия была, можно ли православной христианке красить ногти. Тогда одна моя знакомая написала мне строки, полные возмущения, я ей за это очень благодарна, она сказала: „Я не понимаю, катастрофа в стране, Саяно-Шушенская ГЭС. Там люди страдают. А у вас опять про морепродукты в пост? Православным вообще по барабану, что происходит с людьми?“ Тогда я очень задумалась над этим. <…> Нам столько писем благодарности пришло за этот материал! Люди писали: „Спасибо, что вы нас услышали, спасибо, что вы про нас рассказали“. Потом было ещё очень много таких событий <…> Конечно, для меня это, безусловно, про самое главное, что только у нас в жизни есть». В конце 2011 года в связи событиями, связанными с парламентскими выборами декабря 2011 года, «Правмир» начал освящать политическую жизнь страны, периодически выступая с оппозиционных позиций. Ксения Лученко в 2012 году отмечала: «„Правмир“ и его главного редактора Анну Данилову критикуют все: либералы считают сайт пропатриархийным и пропагандистским, „православные фундаменталисты“ — „оранжистским, болотным сайтом“, действующим в интересах Америки. Однако Данилова всего лишь старается проводить политику независимого СМИ, и в какой-то момент бурной зимой 2011—2012 годов оказалось, что такой православный сайт — один-единственный».
В 2013 году Анна Данилова отмечала: «одни говорят, что „Правмир“ финансируется Госдепом, другие — что это кремлёвское издание и как не стыдно печатать такую пропрезидентскую пропаганду. Один из наших комментаторов выступает за разгон гей-клубов — читатели ругают нас за экстремизм. В другом материале разные священники делятся пастырским опытом — как говорить с подростками нетрадиционной ориентации, — и нас опять ругают, уже за либерализм. Все время кто-нибудь недоволен. Мы пробуем — и это очень трудно — давать слово разным людям и выстраивать возможность дискуссии. На многие вещи православные смотрят по-разному»
12 сентября 2013 года скончался основатель сайта Анатолий Данилов. По словам Анны Даниловой: «низкий поклон всем тем, благодаря кому „Правмир“ существует до сих пор — редакции, которая мобилизовалась и держала оборону, авторам, попечителям и жертвователям. Вместе выстояли, а ведь осенью 2013 года почти никто не сомневался, что „Правмир“ не переживет 2014 год».

### События 2019 года и изменение редакционной политики
К 2019 году редакционная политика сайта изменилась. Большинство материалов отныне были посвящены социальной, медицинской, образовательной тематике.
В июле 2019 года протоиерей Александр Ильяшенко, опубликовал заявление, назвав редакционную политику «подчас не церковной и не православной»: «К сожалению, из тех, кто начинал работу на „Правмире“, практически никого не осталось, редакция работает в обновлённом составе. В последние несколько лет, вопреки моим неоднократным возражениям, на сайте стали регулярно появляться материалы, недопустимые на православном ресурсе. Очевидно, главный редактор и возглавляемая им редакция руководствуются далеко не всегда согласными с моими принципами». По словам Ильяшенко, он не раз обращался к руководству редакции с просьбами отдать ему на проверку материалы, касающиеся истории РПЦ и имеющие вероучительный характер, однако их ему не показывали до публикации. В беседе с протоиереем Димитрием Смирновым 17 июля 2019 года отец Александр признался, что «уже несколько лет практически не читал» сайт. «Ряд статей я считаю невозможными. Из этого я сделал вывод, что компетентные люди ушли из проекта». Анна Данилова поблагодарила за сотрудничество протоиерея Александра Ильяшенко, и заверила, что издание продолжит работу с тем же объёмом и качеством.
Уход протоиерея Александра Ильяшенко активно обсуждался. Некоторые сотрудники Синодального отдела по взаимоотношениям Церкви с обществом и СМИ выступили с резкой критикой редакции сайта. В защиту сайта выступили некоторые общественные и церковные деятели. Главный редактор альманаха «Дары» Сергей Чапнин назвал «Правмир» единственным «живым и динамичным» православным интернет-изданием. Анализируя случившееся, он предположил, что конечная цель критики — увести на другие ресурсы «консервативную часть пятимиллионной аудитории „Правмира“». Глава Синодального отдела по взаимоотношениям Церкви с обществом и СМИ Владимир Легойда, комментируя разрыв отца Александра Ильяшенко с редакцией сайта, заявил, что рассматривает его «как в большей степени рабочий процесс. Так случается, что люди, которые вместе что-то основывали, потом расходятся. Конечно, это вызывает сожаление, но никаких общецерковных решений по поводу ресурса „Правмир“ принято не было. Были отдельные комментарии, в том числе — сотрудников официальных структур».
В 2020 году Анна Данилова так характеризовала сайт: «Сегодня это сайт, на котором мы стараемся писать о настоящей жизни. О проблемах медицины и образования. О великих людях и прекрасных наших современниках, о сложностях материнства, о приемных родителях. О смысле. О жизни, смерти и любви. Нам сегодня очень не хватает честного разговора. Не хватает ответов и смыслов. Многое не удается. А многое удается. Дело врача Елены Мисюриной и дело доктора Алевтины Хориняк, которые мы очень активно освещали. Недоступность лекарств, незарегистрированных в России, и проблемы психоневрологических интернатов, травля в школе и материнское выгорание — каждый день мы пишем о разном. О сложном и радостном. Наше издание существует на пожертвования читателей — у нас немного финансовых ресурсов, конечно, мы хотели бы сделать больше. Но зато у нас много любви и доверия читателей»
7 марта 2022 года Анна Данилова заявила «„Правмир“ работает. Мы никуда не уезжаем. Мы остаёмся здесь и продолжаем делать ту работу, которую для вас делаем много лет. 18 лет „Правмир“ пишет о том, что важно для человека, и старается поддерживать в сложной ситуации. Сейчас мы перестраиваем свою работу так, чтобы чаще проводить прямые эфиры, чтобы быть ближе. Чтобы в режиме реального времени вы могли получить поддержку и услышать слова утешения и помощи».
25 ноября 2022 года Анна Данилова написала: «У нас нет денег на работу в 2023 году. Много лет „Правмир“ был, потому что много-много людей переводили совсем небольшие деньги. Реально, бюджет редакции на 90 % состоял из подписок по 50-100 рублей. Сейчас критическая точка. Нам очень нужна каждая подписка. Участие каждого. Каждого, кто знает, что за 18 лет работы „Правмира“ мы никогда не шли против совести».

## Проекты
- Служба «Вопрос священнику». Редакция сайта получает около 20 писем ежедневно и привлекает для работы священников из Москвы и из других городов России.[38].
- Православная стенгазета[39]. Еженедельное миссионерско-просветительское издание, выходящее в формате электронного документа и распространяемое более, чем в 500 приходах Русской православной церкви.
- Лекторий «Живое общение»[40] Лекции по литературе, искусству, музыке и дискуссионные встречи с творческими людьми.
- «Неинвалид.ру»[41]. Уникальный социальный портал о преодолении болезни и силе духа, об инвалидах и для инвалидов.
- «Матроны.ру»[42]. Сайт для чувствующих и думающих женщин. Психология, воспитание, семья, культура, здоровье, общество.

## Статистика сайта
Согласно опросу «Кому, как и зачем исследовать православный мир», проведённому исследовательской службой «Среда» в 2011 году среди 50 учёных, изучающих религию, «Православие и мир» занял второе место в пятёрке наиболее посещаемых респондентами сайтов.
В январе и апреле 2019 года, по данным Top.Mail.ru, месячная посещаемость сайта превысила 5 000 000 уникальных посетителей. В мае 2019 года, по данным сервиса «Яндекс.Радар», портал находился на первом месте по посещаемости среди российский сайтов в категории «Христианство» с 2,2 млн уникальных посетителей в месяц.

## Признание
Портал два раза входил в «народную десятку» самых популярных сайтов Рунета — главного российского конкурса сайтов «Премия Рунета», на котором занял в 2005 году 7-е место, став первым православным сайтом, вошедшим в десятку, а в 2006 году — 6-е место. С 2007 года портал не принимает участия в конкурсе, как и другие православные интернет-порталы.
В декабре 2008 года на 3-м фестивале «Вера и слово» были награждены разработчики и сотрудники портала «Православие и мир». Как полагают создатели фестиваля, портал отличился свидетельствами о евангельских ценностях в средствах массовой информации. Награда выдавалась за заслуги перед всемирным православием. На 4-м Международном фестивале православных СМИ «Вера и слово» редакция портала «Православие и мир» была награждена бронзовой статуэткой небесного покровителя фестиваля — апостола Павла за проект «Еженедельная газета для православных приходов».
19 октября 2010 года Центр Беркмана по изучению интернета и общества при Гарвардском университете (США) назвал портал «Православие и мир» одним из наиболее цитируемых сайтов Рунета, вместе с порталом Богослов.Ру и официальным сайтом Московского патриархата Патриархия.Ру.
13 января 2017 года главный редактор портала была награждена премией Правительства Российской Федерации за 2016 год в области средств массовой информации «за большой вклад в духовно-нравственное воспитание и реализацию социально-значимых проектов». В своей речи Анна Данилова рассказала историю издания и поделилась проблемами, которые стоят перед «Правмиром»: «13 лет назад, когда мы начинали „Правмир“, многие коллеги изумлялись, кто будет читать издание про доброе и вечное, про христианский взгляд на современность, когда есть столько развлекательных СМИ, не ставящих эти сложные вопросы о смысле жизни, смысле смерти, смысле милосердия и служения, страдании и радости. Другие коллеги говорили, что независимое издание, у которого нет бюджета, кроме небольших пожертвований читателей, нет официального статуса и административного ресурса, никогда не будет жизнеспособным».
В январе 2018 года статья Катерины Гордеевой «Дело абсурдное и явно показательное», опубликованная на сайте «Православие и мир», получила журналистскую премию «Редколлегия».